# The Boom
The Boom — японская рок-группа, основанная в 1986 году. Её участники — Кадзуфуми Миядзава (вокал), Кобаяси Такаси (гитара), Хиромаса Ямакава (бас-гитара) и Такао Тотиги (барабаны).

## История
Четверо друзей из префектуры Яманаси, сформировали группу в 1986 году, назвав её hokoten. Группа начала давать концерты в клубах, и вскоре подписала контракт с лейблом Sony, под которым они выпустили свой первый альбом,A Peacetime Boom, в 1989 году.
Вокалист Кадзуфуми Миядзава также является композитором и автором многих песен группы The Boom. В 1992 был выпущен сингл «Симаута» в декабре 1992 года, показав высокие продажи, которые достигли около 1,5 млн копий, прославивших группу, сделав её известной не только в Японии но и по всему миру. 31 декабря 1993 года группа приняла участие в Кохаку ута гассэн, музыкальном конкурсном показе, в котором участвуют, как правило, лучшие исполнители и группы.
Кадзуфуми Миядзава выпустил несколько сольных альбомов, а также сочинял песни для других музыкантов, в том числе Акико Яно, Кёко Коидзуми и Рими Нацукавы. Он также создал новую группу под названием Ganga Zumba, которая выпустила свой первый альбом Um в апреле 2007 года.

## Дискография

### Синглы
- «Kimi wa TV-kko» (21 мая 1989)
- «Hoshi no Love Letter» (21 Сентября 1989)
- «Kikyu ni Notte» (1 Декабря 1989)
- «Tsuri ni Ikou» (21 Марта 1990)
- «Sakadachi sureba Kotae ga Wakaru» (21 Июля 1990)
- «Kyofu no Hiruyasumi» (22 Мая 1991)
- «Michizure» (21 Ноября 1991)
- «Soredake de Ureshii» (2 Mая 1992)
- «Симаута (островная песня)» (12 Декабря 1992)
- «Tsuki sae mo Nemuru Yoru» (21 Апреля 1993)
- «Manatsu no Kiseki» (21 Июля 1993)
- «Karatachi Nomichi» (1 Октября 1993)
- «Yuzai» (21 Ноября 1993)
- «Kaeroukana» (21 Октября 1994)
- «berangkat -Buranka-» (1 Июля 1994)
- «Kaze ni Naritai» (24 Mарта 1995)
- «Teida Akara Nami Kirara» (Лето 1995) — не продавалась
- «Tegami» (13 Декабря 1995)
- «Toki ga Tateba» (22 Maя 1996)
- «Chuousen» (21 Июня 1996)
- «Tsuki ni Furu Ame» (28 Апреля 1999)
- «Osaka de Momareta Otoko» (12 Maя 1999)
- «Furusato ni Nattekudasai» (8 Октября 1999)
- «Kamihikoki» (31 Октября 1999) — не продавалась
- «Itsumo to Chigau Basho de» (16 Maрта 2000)
- «Kuchibue ga Fukenai» (4 Октября 2000)
- «Kamisama no Hoseki de dekita Shima» (5 Октября 2001)
- «Shima Uta — Shima Uta» (22 Maя 2002)
- «Kono Machi no Dokoka ni» (5 Июня 2002)
- «Boku ni Dekiru Subete» (4 Декабря 2002)
- «Kaze ni Naritai» (6 Aвгуста 2003)
- «Hikari» (5 Maя 2004)
- «24 Jikan no Tabi» (8 Maя 2004)
- «Yume kara Samete» (20 Maя 2009)

### Aльбомы
- A Peacetime Boom (21 Maя 1989)
- Sairen no Ohisama (1 Декабря 1989)
- JAPANESKA (21 Сентября 1990)
- D.E.M.O. (21 Maрта 1991)
- Shisyunki (22 Января 1992)
- THE BOOM (21 Сентября 1992)
- Kyokuto Sanba(Far East Samba) (21 Ноября 1994)
- REMIX MAN '95 (21 Aпреля 1995)
- Samba do Extremo Oriente (5 Февраля 1996)
- TROPICALISM-0 (1 Июля 1996)
- THE BOOM2 (Красный) (22 Января 1997)
- THE BOOM2 (Голубой) (21 Maрта 1997)
- Singles + (27 Февраля 1999)
- No Control (12 Maя 1999)
- LOVIBE (4 Октября 2000)
- THE BOOM STAR BOX EXTRA (5 Декабря 2001)
- OKINAWA -Watashi no Shima- (19 Июня 2002)
- SHIMA UTA -Grandes Exitos- (19 Сентября 2002)
- Singles + a (1 Января 2003)
- Hyakkei (30 Июня 2004)
- 89-09　THE BOOM COLLECTION 1989—2009 (20 Maя 2009)